# Olav Magnusson
Olav Magnusson (1099 – 22. december 1115) var konge af Norge fra 1103 til 1115. 
Olav var søn af kong Magnus Barfod og blev valgt til konge sammen med sine ældre brødre Øystein Magnusson og Sigurd Jorsalfar. Han døde 15 år gammel. Flere steder blev han ikke regnet med i den norske kongerække. 